# 2014-es spanyol labdarúgókupa-döntő
A 2014-es spanyol labdarúgókupa-döntő (hivatalos nevén: Copa del Rey Final) 2014. április 16-án került megrendezésre a valenciai Estadio Mestallában. A mérkőzést a Real Madrid és a FC Barcelona játszotta. A Real Madrid a klub története során 19. alkalommal nyerte meg a spanyol Király-kupát.

## Út a döntőbe
| Real Madrid       | Real Madrid | Real Madrid           | Forduló                          | Barcelona     | Barcelona | Barcelona             |
| ----------------- | ----------- | --------------------- | -------------------------------- | ------------- | --------- | --------------------- |
| Ellenfél          | Eredmény    | Mérkőzések            |                                  | Ellenfél      | Eredmény  | Mérkőzések            |
| Olímpic de Xàtiva | 2–0         | 0–0 vendég; 2–0 hazai | A legjobb tizenhat közé jutásért | Cartagena     | 7–1       | 4–1 vendég; 3–0 hazai |
| Osasuna           | 4–0         | 2–0 hazai; 2–0 vendég | Nyolcaddöntők                    | Getafe        | 6–0       | 4–0 hazai; 2–0 vendég |
| Espanyol          | 2–0         | 1–0 vendég; 1–0 hazai | Negyeddöntő                      | Levante       | 9–2       | 4–1 vendég; 5–1 hazai |
| Atlético Madrid   | 5–0         | 3–0 hazai; 2–0 vendég | Elődöntő                         | Real Sociedad | 3–1       | 2–0 hazai; 1–1 vendég |

## A mérkőzés
A Real Madrid a 11. perc elején kontrából szerzett vezetést. Di María lépett ki a jobb szélről érkezve, Jordi Alba hiába üldözte, és érte utol, az argentin szélső laposan kilőtte a hosszú, bal alsót. José Manuel Pinto vetődött ugyan a jól meghelyezett labdára, de csak beleérni tudott, hárítani nem, ezzel a madridiak vezettek 1-0-ra. A 68. percben aztán Xavi szögleténél Pepe számolta el magát csúnyán, és a fiatal Marc Bartra kiegyenlített. A mérkőzés végeredményét Gareth Bale alakította ki. A 85. percben a bal szélen elviharzott, lefutotta az őt majdnem a lelátóra leütköző Bartrát, és az ötös sarkáról Pinto mellett a kapuba spiccelt.

### Részletek
| 2014. április 16. 21:30 |

| Real Madrid           | 2–1               | FC Barcelona |
| --------------------- | ----------------- | ------------ |
| Di María 11' Bale 85' | (1–0) Jegyzőkönyv | Bartra 68'   |

| Estadio Mestalla, Valencia Nézőszám: 52953 Játékvezető: Antonio Mateu Lahoz |

| Real Madrid | Barcelona |

|                 |    |                    |     |     |
|                 |    |                    |     |     |
| GK              | 1  | Iker Casillas (c)  |     |     |
| RB              | 15 | Daniel Carvajal    |     |     |
| CB              | 3  | Pepe               | 17' |     |
| CB              | 4  | Sergio Ramos       |     |     |
| LB              | 5  | Fábio Coentrão     |     |     |
| DM              | 14 | Xabi Alonso        | 88' |     |
| CM              | 19 | Luka Modrić        |     |     |
| CM              | 23 | Isco               | 3'  | 89' |
| RW              | 22 | Ángel di María     |     | 86' |
| CF              | 9  | Karim Benzema      |     | 90' |
| LW              | 11 | Gareth Bale        |     |     |
| Cserék:         |    |                    |     |     |
| GK              | 25 | Diego López        |     |     |
| DF              | 2  | Raphaël Varane     |     | 90' |
| MF              | 16 | Casemiro           |     | 89' |
| MF              | 18 | Nacho              |     |     |
| MF              | 24 | Asier Illarramendi |     | 86' |
| FW              | 21 | Álvaro Morata      |     |     |
| FW              | 39 | Willian José       |     |     |
| Edző:           |    |                    |     |     |
| Carlo Ancelotti |    |                    |     |     |

|                 |    |                   |     |     |
|                 |    |                   |     |     |
| GK              | 13 | José Manuel Pinto |     |     |
| RB              | 22 | Dani Alves        |     |     |
| CB              | 15 | Marc Bartra       |     | 87' |
| CB              | 14 | Javier Mascherano | 53' |     |
| LB              | 18 | Jordi Alba        |     | 46' |
| DM              | 16 | Sergio Busquets   |     |     |
| CM              | 6  | Xavi (c)          |     |     |
| CM              | 8  | Andrés Iniesta    |     |     |
| RW              | 11 | Neymar            | 17' |     |
| CF              | 10 | Lionel Messi      |     |     |
| LW              | 4  | Cesc Fàbregas     |     | 60' |
| Cserék:         |    |                   |     |     |
| GK              | 25 | Oier Olazábal     |     |     |
| DF              | 5  | Carles Puyol      |     |     |
| DF              | 21 | Adriano           |     | 46' |
| MF              | 17 | Alex Song         |     |     |
| MF              | 24 | Sergi Roberto     |     |     |
| FW              | 7  | Pedro             |     | 60' |
| FW              | 9  | Alexis Sánchez    |     | 87' |
| Edző:           |    |                   |     |     |
| Gerardo Martino |    |                   |     |     |

| A mérkőzés legjobb játékosa - Gareth Bale |